# Dichanthium tuberculatum
Dichanthium tuberculatum là một loài thực vật có hoa trong họ Hòa thảo. Loài này được (Hack.) Cope mô tả khoa học đầu tiên năm 1980.